# HKT青春体育部!
『HKT青春体育部!』（エイチケーティー せいしゅんたいいくぶ）は、2019年10月6日（5日深夜）から2021年9月27日（26日深夜）まで九州朝日放送で放送されていた深夜バラエティ番組である。

## 概要
2012年6月25日 - 2019年9月30日までの約7年間に毎月最終日曜日に放送されていた『HKTバラエティー48』を週1番組に昇格させ、放送時間・曜日を移動してバージョンアップした新番組である。主要出演者や制作（ディレクターなどスタッフ）は『バラエティー48』のまま、従来の内容にスポーツの要素を取り入れることになった。なお、放送時間は『バラエティー48』での30分から15分に縮小される。
前身番組の『バラエティー48』はノンスポンサーだったものの、本番組では新たにアイア株式会社が一社提供としてスポンサーになっている。そのため、本編開始前のヒッチハイクを含めCM枠はすべて「HKT48 栄光のラビリンス」のCMが放送されている。また、途中のCM枠では同じくHKT48のメンバーが出演する「オルフェス」のCMも放送している。
2020年9月27日放送分のエンディングにて、10月5日よりテレビ朝日系列局が一斉に番組改編することを受けて、放送時間をかつての日曜深夜（月曜未明）に復する事がテロップで表示された。その後2021年4月から放送時間が25分前倒しされたが、同年9月27日未明をもって最終回を迎えた。これをもって『HKTバラエティー48』から通算9年3か月・192回の歴史に幕を下ろした。
なお、ゴルフ中継やオリンピック中継が行われる際は放送日時を変えて対応したが、それ以外の特番に伴う番組自体の臨時休止はなかった。

## 出演者
- HKT48
- コンバット満
- 小雪

### 代役MC
- 岡田理沙（九州朝日放送アナウンサー) - 第10回「縄跳び」[4]、第11回「トランポリン」[5]、第12回「もしもスポーツ」[6]、第92回・第93回「トランポリンに挑戦! 前編 後編」[7][8]

### ゲスト
- 河野旭（アクシオン福岡） - 第1回・第2回「体力測定 前半戦・後半戦」[9][10]
- 中尾駿平（スポーツチャンバラ 鳳泉会） - 第3回「スポーツチャンバラ」[11]
- 飯田陽大（ブラボークライミング福岡天神） - 第4回「ボルダリング」[12]
- 牧拓矢（ピヴォーレ福岡） - 第5回「バブルサッカー」[13]
- 侍BALLERS（ピヴォーレ福岡） - 第6回「バスケットパフォーマンス」[14]
- 細井大輔（パピオアイスアリーナ 福岡） - 第7回・第8回「カーリング」[15][16]
- 山本朋未、本田湧希（ダイアモンドジム 福岡）- 第9回「キックボクシング」[17]
- 佐藤拓広 - 第10回「縄跳び」[4]
- 大西将史（NiceTime 福岡） - 第11回「トランポリン」[5]、第93回「トランポリンに挑戦！（後編）」[8]
- 嶋田ゆかり（NiceTime 福岡） - 第11回「トランポリン」[5]
- 鈴木惇（MF）、山ノ井拓己（GK）、石原広教（DF）（アビスパ福岡）- 第14回・第15回「サッカー」[18][19]
- 三浦匠（若久テニスクラブ） - 第16回「テニス」[20]、第43回「テニス対決のリベンジマッチ!」[21]
- 博多卓球道場 姪浜道場の皆さん - 第17回「卓球」[22]
- 羽遊人ジュニアの皆さん、成清貴仁 - 第18回「バドミントン」[23]、第72回「バドミントンに挑戦」[24]
- 野口祐輔（ワーサル福岡校） - 第19回・第20回・第21回「バク転（1）・（2）・（3）」[25][26][27]、第44回「スポーツバラエティに挑戦!」[28]、第101回・第102回「チアリーディングでエールを送りたい！（前編・後編）」[29][30]
- 岡澤浩和（ワーサル福岡校） - 第19回・第20回・第21回「バク転（1）・（2）・（3）」[25][26][27]
- 木村スガ子（福岡県馬術競技場・福岡県馬術連盟） - 第24回「馬術」[31]
- 太宰府高校 射撃部の皆さん、安永貴幸先生(福岡県立太宰府高等学校） - 第25回「射撃」[32]
- 亀田史郎（コーチ）、亀田姫月、黒木優子（YuKO Fitness Boxing GYM） - 第26回・第27回「ボクシング（1）・（2）」 [33][34]
- 堤選手・城宝選手（ライジングゼファーフクオカ） - 第28回・第29回「バスケット（1）・（2）」[35][36]
- 博多ベテラン会のシニアの皆さん - 第30回「卓球（第2弾）」[37]
- 西生和子、添田美幸（ゼネラルヨガユニヴァ・けやき通り店） - 第31回「空中ヨガ」[38]
- 寺田寿美子（博多金の隅ゴルフヒルズ） - 第32回「パークゴルフ」[39]
- 高橋碧李 - 第42回「フラフープでTikTokを作ろう!」[40]
- 林田明香里（ワーサル福岡校）- 第44回「スポーツバラエティに挑戦!」[28]、第101回・第102回「チアリーディングでエールを送りたい！（前編・後編）」[29][30]
- 大和田亮（Switch Park）- 第45回「スケートボードに挑戦!」[41]
- 前田祐二（元オリックス・バファローズ）（新宮ドームバッティングセンター）- 第46回「バンティングに挑戦!」[42]
- 三宮克成（スペースローラーズ） - 第47回「ローラースケートに挑戦!」[43]
- 大川理沙（ヨガインストラクター）（The Surf Studio）- 第48回「サーフボードヨガに挑戦!」[43]
- 中村麻美（福岡ファイヤーバードバンドチーム） - 第49回「バトントワリングに挑戦!」[44]
- 義経絵里、高田顕照（福岡アーチェリージュニアクラブ春日）- 第50回「アーチェリーに挑戦!」[45]
- 藤原義考（TAIYO asobi switch）- 第51回「SUP（サップ）に挑戦!」[46]
- 西岡純（BOSS E・ZO FUKUOKA PayPayドームとなり）- 第53回・第54回・第55回「E-ZO FUKUOKA対決（1）・（2）・（3）」[47][48][49]
- 佐々木陽子（loIve 福岡PARCO店） - 第56回「相撲ヨガに挑戦」[50]
- 郡山智之（パピオアイスアリーナ） - 第57回・第58回「アイススケートに挑戦 前半・後半」[51][52]
- マシャエル（ティエンポ） - 第59回「ベリーダンスに挑戦」[53]
- 池田信明（春日宝町綱引きクラブ） - 第60回・第61回「綱引き個人バトル 前編・後編」[54][55]
- 森省三（福岡県ディスクゴルフ協会） - 第62回「ディスクゴルフに挑戦」[56]
- 庄司清志、野口智秀、國分晴貴（ゴールデンウルヴス福岡） - 第65回「ハンドボールに挑戦」[57]
- 森福允彦（元福岡ソフトバンクホークス） - 第66回・第67回「新春野球スペシャル 前編・後編」[58][59]
- 木村秀一（一輪車クラブ スマイルキッズ）、岸川向日葵（一輪車インストラクター） - 第68回「一輪車に挑戦」[60]
- 大望（アクシス柔術アカデミー福岡）- 第69回・第70回「護身術 前編 - 後編」[61][62]
- 武田翔耶（コメンデーター、博多卓球道場 姪浜道場） - 第71回「卓球クイーン決定戦」[63]
- 岡真也（サンビレッジ茜）- 第73回「人工芝スキー」[64]
- WILD CAT（福岡ポールダンス&エアリアル スタジオキャット）- 第74回・第75回「ポールダンス 前編 - 後編」[65][66]
- 山口晋兵（カナディアンキャンプ乗馬クラブ）- 第76回「流鏑馬（やぶさめ）に挑戦!」[67]
- 坂元南海（NOBOLT『ノボルト』）- 第77回・第78回「ノボルト 前編 - 後編」[68][69]
- 磯島純一 （みやわか マウンテンバイクグラブ） - 第79回「マウンテンバイクに挑戦」[70]
- 和佐義文（日本アームレスリング連盟 理事長）、塩田英二 - 第80回・第81回「アームレスリング女王決定戦! 前編 - 後編」[71][72]
- 尾知博（飯塚沖縄空手グラブ）- 第82回「ヌンチャク技に挑戦」[73]
- 山形恭平（MF）、林佑征（FW）（元アビスパ福岡・FC LIBERTA リベルタサッカースクール）- 第83回・第84回「サッカーシュート 前編 - 後編」[74][75]
- 池松佳恵（小郡陸上クラブコーチ） - 第85回・第86回「走り幅跳び 前編 - 後編」[76][77]
- 濵崎二郎（小郡陸上クラブ監督） - 第87回「走り高跳び」[78]
- 和田嘉彦（バウンドテニス協会） - 第88回「バウンドテニスに挑戦！」[79]
- 田中真知子（トパーズクラブ） - 第88回「バウンドテニスに挑戦！」[79]
- 中村好美（日本ジャンプロープ連合 エプリJUMP） - 第89回「集団縄跳び技に挑戦!」[80]
- 小田知幸（日本ジャンプロープ連合 エプリJUMP） - 第89回「集団縄跳び技に挑戦!」[80]
- TEN-SHO（パントマイミスト） - 第90回「パントマイムに挑戦!」[81]
- 緒方文（ANB TAP Dance Studio） - 第91回「タップダンスに挑戦!」[82]
- 安部賢司（パルクールジム福岡） - 第97回「パルクールに挑戦!」[83]

#### コラボゲスト
- STU48
  - 石田千穂・甲斐心愛・田中皓子[84] - 第63回・第64回「もしもスポーツ 第3弾 前編・後編」（STU48✕HKT48コラボ企画）[85][86]
- 大地洋輔（ダイノジ）[84] - 第63回・第64回「もしもスポーツ 第3弾 前編・後編」（STU48✕HKT48コラボ企画）[85][86]

## 放送時間
| 放送開始日                                                                                   | 放送日時                                                                                              | 放送局       | 系列           | 備考   |
| -------------------------------------------------------------------------------------------- | --- | ------------ | -------------- | ------ |
| 2019年10月6日 - 2020年9月27日 ↓ 2020年10月5日 - 2021年3月28日 ↓ 2021年4月5日 - 2021年9月27日 | 日曜日 1:07 - 1:22（土曜日深夜） ↓ 月曜日 0:50 - 1:05（日曜日深夜） ↓ 月曜日0:25 - 0:40（日曜日深夜） | 九州朝日放送 | テレビ朝日系列 | 制作局 |